# La Flandre libérale (journal)
Pour les articles homonymes, voir La Flandre libérale.
Ne doit pas être confondu avec La Flandre libérale (magazine).
La Flandre libérale est un journal francophone libéral belge qui paraissait en Flandre.
Le titre a été repris du magazine La Flandre libérale qui a paru de 1847 à 1849.

## Histoire
À l'exception des années 1941 à 1943 (Deuxième Guerre mondiale), le journal a paru de 1874 à 1975, année où La Flandre libérale et La Métropole, un autre journal francophone paraissant en Flandre, sont rachetés par le groupe de presse Rossel, et cessent de paraître.